# ショスコム荘
「ショスコム荘」（ショスコムそう、The Adventure of Shoscombe Old Place）は、イギリスの小説家、アーサー・コナン・ドイルによる短編小説。シャーロック・ホームズシリーズの一つで、56ある短編小説のうち最後に発表された作品である。イギリスの「ストランド・マガジン」1927年4月号、アメリカの「リバティ」1927年3月5日号に発表。同年発行の第5短編集『シャーロック・ホームズの事件簿』(The Case-Book of Sherlock Holmes) に収録された。
ドイルが執筆した最後のホームズ作品となった。

## あらすじ
ジョン・メイソンは、ショスコム荘に住むロバート卿（サー・ロバート・ノーバートン）に雇われている調教主任である。メイソンは、ロバート卿が発狂したと、シャーロック・ホームズに依頼した。
メイソンによると、ロバート卿はダービーに管理馬のショスコム・プリンス号を出走させるが、それが勝たないと借金のかたに屋敷や厩舎を差し押さえられてしまう。最近、ロバート卿の姉妹でショスコム荘の主人でもあるレディ・ビアトリスとのいさかいがあったらしい。レディ・ビアトリスはそれまでロバート卿同様馬好きだったのが、この1週間はまるで馬に興味を示さなくなったという。そしてロバート卿は、レディ・ビアトリスがかわいがっていたスパニエル犬を人に譲ったのだ。また、ロバート卿は病身の姉妹のところに毎晩過ごしていたのが、全く訪れなくなってしまった。
さらに、ロバート卿が夜な夜な納骨堂に出入りしているのが執事に目撃される。納骨堂で見知らぬ男と会い、1000年も昔の死体を掘り出しているらしいという。そして屋敷の炉の中から、黒こげになった人骨が出てきた。
ホームズとワトスンは釣りのためにショスコムを訪れたように装い、レディ・ビアトリスが飼っていたスパニエルを譲り受けた「緑竜亭」を訪れる。翌朝、「緑竜亭」の主人からスパニエルを借り、レディ・ビアトリスが乗っている馬車に向けてスパニエルを放してみた。犬は主人のもとに向かうが、すぐに怒ってレディ・ビアトリスに噛み付いた。レディ・ビアトリスと思われていた人物は別人だったのだ。
その夜、ホームズとワトスンはメイソンを連れて納骨堂に向かい、そこで調査を開始する。そのとき、ロバート卿が現れ、私の地所で何をしているのかと2人を問いつめる。ホームズは答える代わりに、ロバート卿に事件の真相を突きつけた。